# 鬼束ちひろ & BILLYS SANDWITCHES
鬼束ちひろ & BILLYS SANDWITCHES（オニツカチヒロ アンド ビリーズ サンドウィッチーズ）は、シンガーソングライターの鬼束ちひろを中心に結成された日本のバンド。所属事務所・レコードレーベルはNAPOLEON RECORDS。

## 略歴
2013年
- 12月18日、セルフ・スプリット両A面シングル「This Silence Is Mine/あなたとSciencE」収録の楽曲「あなたとSciencE」を自身初のバンドとなる“鬼束ちひろ ＆ BILLYS SANDWITCHES”名義でセルフ・プロデュース[1][2]。

2014年
- 1月13日から4月5日まで、バンドとしての初ツアー「Heart Beat Tour 2014」を全国6都市で実施[3]。
- 9月24日、バンド名義でのファーストアルバム『TRICKY SISTERS MAGIC BURGER』をリリース[4]。

## メンバー
鬼束ちひろ（おにつかちひろ）
ボーカル、ギター担当。楽曲の作詞・作曲を行う。
富樫春生（とがしはるお）
ピアノ担当。
ソロアーティストとして、あるいはバンド「富樫春生 with BONBOKO SISTERS」、「Cherry's」などとして活動。
スタジオ・ミュージシャンとして活動後、「吉田美奈子バンド」(のちに「Duo」)、「後藤次利バンド」、「近藤等則IMA」などに参加。
山口百恵、松田聖子、今井美樹、SMAPなど、スタジオ・レコーディングにおいて録音に携わった楽曲は優に1万曲を越える。
hydeや鬼束ちひろなどのサポートの他、L'Arc〜en〜CielやPENICILLIN、CRAZEらのプロデュースも行う。
2008年、鬼束ちひろの5年ぶりとなる復活コンサートに力を貸す。
友森昭一（とももりしょういち）
ギター担当。
元AUTO-MOD、筋肉少女帯、レベッカなどのメンバー。
GO-BANG'S、PERSONZ、氷室京介、藤井フミヤ、hitomi、大塚愛など、さまざまなバンドやアーティストのサポートを行う。

## ディスコグラフィ

### シングル
|     | 発売日         | タイトル                             | 規格 | 規格品番  | 最高位 |
| --- | -------------- | ------------------------------------ | ---- | --------- | ------ |
| 1st | 2013年12月18日 | This Silence Is Mine/あなたとSciencE | CD   | XQLW-1002 | 36位   |

### オリジナルアルバム
|     | 発売日        | タイトル                    | 規格   | 規格品番   | 最高位 |
| --- | ------------- | --------------------------- | ------ | ---------- | ------ |
| 1st | 2014年9月24日 | TRICKY SISTERS MAGIC BURGER | 12cmCD | XQMN-91001 | 62位   |
| 1st | 2014年9月24日 | TRICKY SISTERS MAGIC BURGER | 12cmCD | XQMN-1001  | 62位   |

## ライブ
| 開催期日       | 公演タイトル         | 場所                         | 備考                                 |
| -------------- | -------------------- | ---------------------------- | ------------------------------------ |
| 2014年 1月13日 | Heart Beat Tour 2014 | 大阪・ビルボードライブ大阪   | 1stステージ OPEN 15:30 / START 16:30 |
| 2014年 1月13日 | Heart Beat Tour 2014 | 大阪・ビルボードライブ大阪   | 2ndステージ OPEN 18:30 / START 20:00 |
| 2014年 1月19日 | Heart Beat Tour 2014 | ビルボードライブ東京         | 1stステージ OPEN 15:30 / START 16:30 |
| 2014年 1月19日 | Heart Beat Tour 2014 | ビルボードライブ東京         | 2ndステージ OPEN 18:30 / START 19:30 |
| 2014年 2月10日 | Heart Beat Tour 2014 | 東京・WWW                    |                                      |
| 2014年 2月23日 | Heart Beat Tour 2014 | 愛知・名古屋・CLUB QUATTRO   |                                      |
| 2014年 3月 7日 | Heart Beat Tour 2014 | 東京・品川グローリアチャペル |                                      |
| 2014年 4月 5日 | Heart Beat Tour 2014 | 東京・中野サンプラザ         |                                      |

- 「MY Hi-SCHOOL」
  - 2013年10月1日 東京・渋谷CLUB QUATTRO